# Križe (gmina Brežice)
Križe – wieś w Słowenii, w gminie Brežice. W 2018 roku liczyła 134 mieszkańców.